# Borgholzhausen
Borgholzhausen ist eine kreisangehörige Stadt des Kreises Gütersloh in Nordrhein-Westfalen (Deutschland).

## Geografie

### Geografische Lage
Borgholzhausen liegt an einem Pass im Teutoburger Wald am nördlichen Rand der Westfälischen Bucht. Das Stadtzentrum liegt etwa einen Kilometer östlich der Johannisegge.
Der Höhenzug des Teutoburger Waldes trennt an dieser Stelle verschiedene Landschaften, so dass die nördlichen Stadtteile Borgholzhausens im Ravensberger Hügelland liegen, die südlichen in der Ebene des Ostmünsterlands.
Höchster Punkt ist mit einer Höhe von 306 Metern der Hankenüll, über den die Grenze zur Nachbarstadt Dissen a.T.W. und damit die Landesgrenze zu Niedersachsen führt. Dort liegt auch der Hollandskopf, der der nordwestlichste Punkt der Weser-Ems-Wasserscheide ist. Der tiefste Punkt hat eine Höhe von 80 Metern.
Durch Borgholzhausen fließt der Violenbach, der etwa einen Kilometer südlich des Ortes entspringt

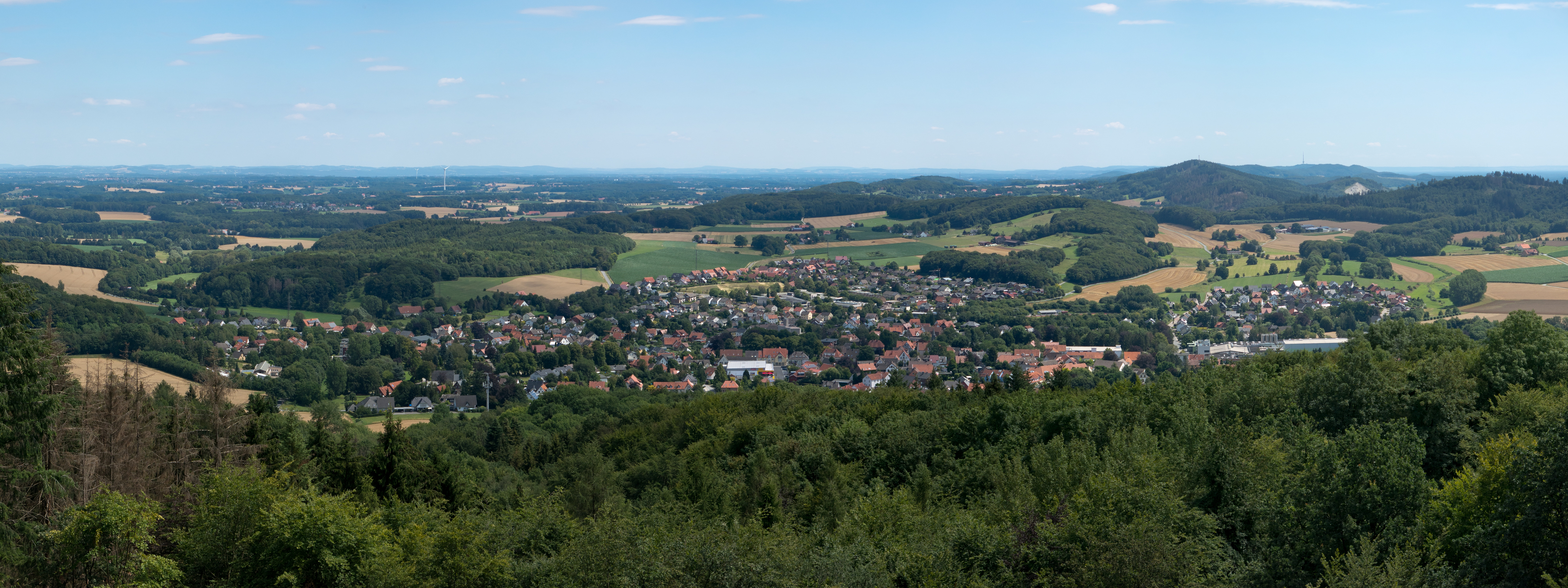
Borgholzhausen vom Luisenturm

### Geologie

Geothermische Karte von Borgholzhausen
Angaben in kWh/(m·a)

Der Teil des Borgholzhausener Gebiets, der in etwa südwestlich einer gedachten Verlängerungslinie des Hauptkamms des Teutoburger Waldes liegt, wird zum Nordostrand des Münsterländer Beckens gerechnet. Hier sind die Gesteine des oberflächennahen Untergrunds steil aufgerichtet. Sie bestehen aus Tonmergel-, Kalkmergel-, Kalk- und Mergelsteinen, aber auch aus Sandsteinen und Sandmergeln des Erdmittelalters (Unter- und Oberkreide). Diese Gesteine liegen über einem Sockel aus gefalteten Gesteinen des Erdaltertums (Devon, Karbon).
Nordöstlich des Kamms wird das Stadtgebiet zum Ravensberger Hügelland gerechnet und besteht im Wesentlichen aus Tonmergel-, Kalk- und Sandsteinen des Erdmittelalters, also Trias, Jura und Kreide. Die ein bis zwei Kilometer starken Sedimente wurden im Verlauf der Erdgeschichte herausgehoben und durch gebirgsbildende Vorgänge in Sättel, Mulden, Horste und Gräben zerlegt. In diesem Bruchfaltengebirge sind die früher ungestört übereinanderfolgenden Gesteinsschichten heute nebeneinander und zum Teil auch in überkippter Lagerung angeordnet. Im tieferen Untergrund sind wieder die Gesteine des Erdaltertums anzutreffen.
Borgholzhausen eignet sich mittelmäßig bis gut zur Nutzung von geothermischen Wärmequellen mittels Erdwärmesonde und Wärmegewinnung durch Wärmepumpenheizungen (vgl. dazu die nebenstehende Karte).

### Ausdehnung und Nutzung des Stadtgebiets

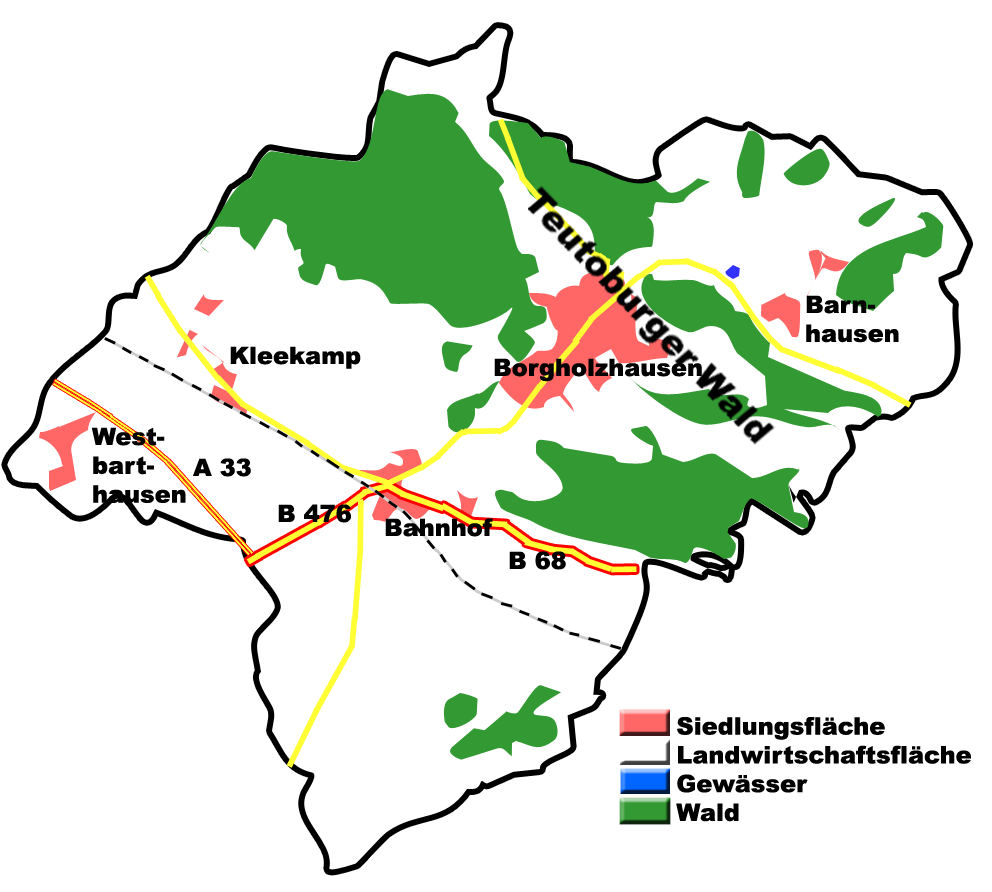
Flächennutzung in Borgholzhausen

Die Stadt umfasst eine Fläche von 55,83 km². Der überwiegende Teil besteht aus landwirtschaftlich genutzter Fläche und Waldfläche, zusammen etwa 90 %. Die größte Ausdehnung beträgt in Nordsüdrichtung 11,8 km und in Ostwestrichtung 10,1 km.
| Fläche nach Nutzungsart | Landwirt- schaftsfläche | Wald- fläche | Gebäude- und Freifläche | Verkehrs- fläche | sonstige Nutzung |
| ----------------------- | ----------------------- | ------------ | ----------------------- | ---------------- | ---------------- |
| Fläche in km²           | 36,3                    | 14           | 2,8                     | 2,2              | 0,56             |
| Anteil an Gesamtfläche  | 65 %                    | 25 %         | 5 %                     | 4 %              | 1 %              |

### Nachbargemeinden
Borgholzhausen grenzt an die Städte Versmold im Südwesten, Halle (Westf.) im Südosten und Werther (Westfalen) im Osten, die wie Borgholzhausen dem Kreis Gütersloh angehören.
Im Norden und Westen grenzt Borgholzhausen an die Stadt Melle mit ihren Stadtteilen Neuenkirchen und Wellingholzhausen sowie an die Stadt Dissen a.T.W., die beide zum niedersächsischen Landkreis Osnabrück gehören.

### Stadtgliederung
Das Stadtgebiet gliedert sich in folgende zwölf Ortsteile, die bis zur Gemeindereform von 1969 eigenständige Gemeinden im Amt Borgholzhausen waren (Einwohnerzahlen nach Angaben des Kreises Gütersloh mit Stand 1. Januar 2022):
| Ortsteil       | Einwohner | Ortsteile der Stadt Borgholzhausen |
| -------------- | --------- | ---------------------------------- |
| Barnhausen     | 0.914     | Ortsteile der Stadt Borgholzhausen |
| Berghausen     | 0.493     | Ortsteile der Stadt Borgholzhausen |
| Borgholzhausen | 4.675     | Ortsteile der Stadt Borgholzhausen |
| Casum          | 0.369     | Ortsteile der Stadt Borgholzhausen |
| Cleve          | 0.286     | Ortsteile der Stadt Borgholzhausen |
| Hamlingdorf    | 0.298     | Ortsteile der Stadt Borgholzhausen |
| Holtfeld       | 0.459     | Ortsteile der Stadt Borgholzhausen |
| Kleekamp       | 0.464     | Ortsteile der Stadt Borgholzhausen |
| Oldendorf      | 0.202     | Ortsteile der Stadt Borgholzhausen |
| Ostbarthausen  | 0.216     | Ortsteile der Stadt Borgholzhausen |
| Westbarthausen | 0.675     | Ortsteile der Stadt Borgholzhausen |
| Wichlinghausen | 0.043     | Ortsteile der Stadt Borgholzhausen |
| Gesamt         | 9.094     | Ortsteile der Stadt Borgholzhausen |

## Geschichte

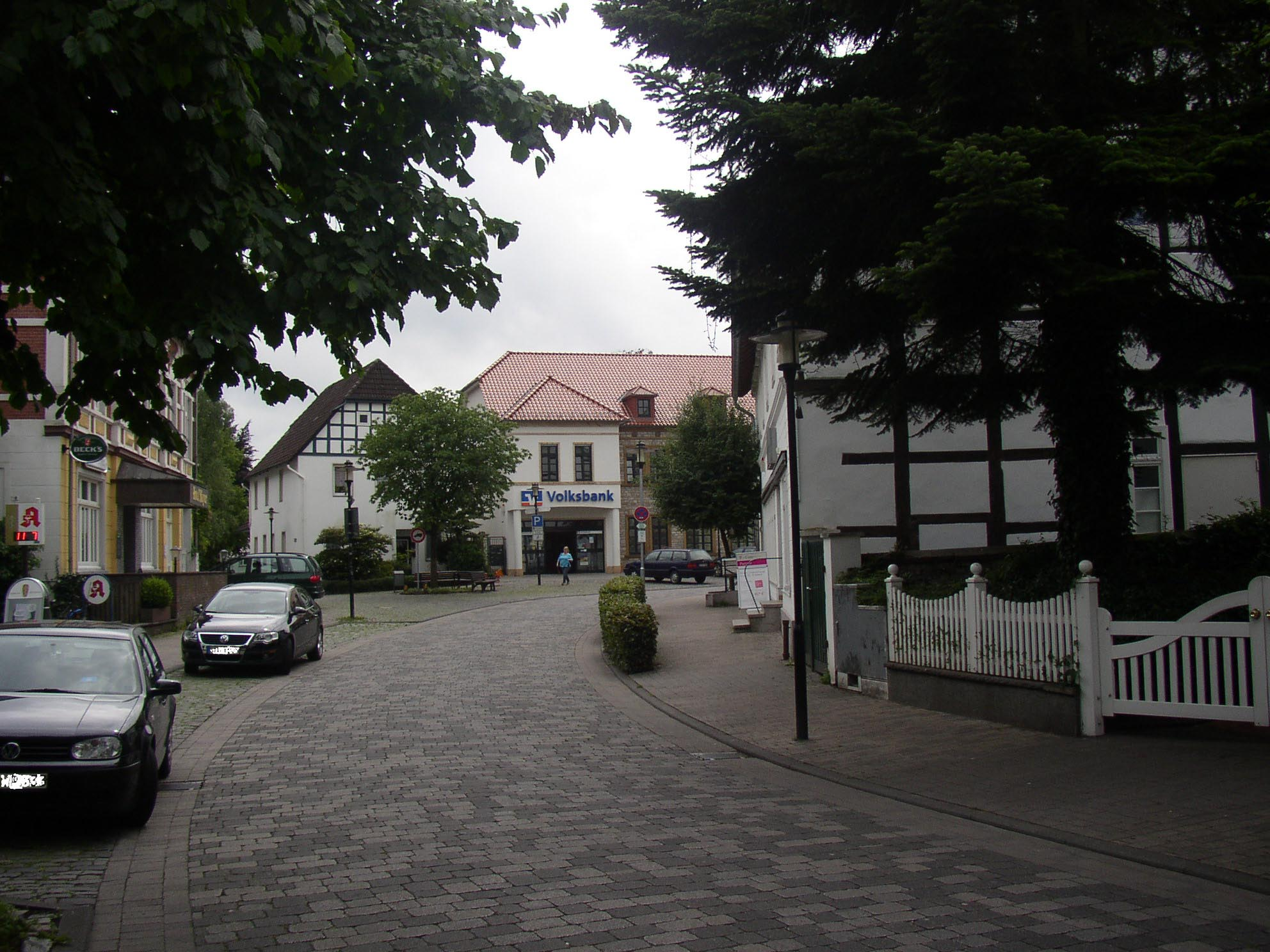
In der Innenstadt

Der Borgholzhausener Pass durch den Teutoburger Wald hat als wichtiger Übergang zur Gründung der Stadt entscheidend beigetragen. Nachgewiesene Urnenfriedhöfe aus der jüngeren Bronzezeit in den Ortsteilen Oldendorf, Casum und im Quertal von Borgholzhausen lassen auf eine Besiedlung seit etwa 1500 v. Chr. schließen.
Um das Jahr 1100 wurde Borgholzhausen zum Gerichtsort. Seit 1096 wird der Ort „Holthus“ genannt, doch wegen seiner Nähe zur Burg Ravensberg, die von Graf Hermann II. von Calvelage erbaut wurde, entstand 1317 dann die Ortsbezeichnung „Borgholthusen“. Im gleichen Jahr wird es erstmals als „oppidum“ (Landstadt) bezeichnet. 1488 wird es neben Werther und Halle als Wibbold oder Wichbold der Grafschaft Ravensberg aufgeführt und mit dieser 1609 dem Kurfürstentum Brandenburg angeschlossen. In der Grafschaft Ravensberg war Borgholzhausen Sitz einer Vogtei des Amtes Ravensberg. 1669 wurde in Borgholzhausen eine Leinenlegge als staatliche Schau- und Prüfanstalt angelegt.
Am 17. April 1719 wurde Borgholzhausen durch Friedrich Wilhelm I. zusammen mit anderen ravensbergischen Flecken zur Stadt erhoben, was zur Modernisierung der städtischen Verwaltung und zur Ansiedlung verschiedener Gewerbe- und Handelszweige führte. So wurden Leinenspinnerei und -weberei im 17. und 18. Jahrhundert ein wichtiger Erwerbszweig. Am Ende des 18. Jahrhunderts blühte auch der Leinenhandel auf. Pack- und Segeltuchleinen wurden vielfach über Elberfeld (heute zu Wuppertal) ins Rheinland, nach Holland und über Bremen nach England geliefert. Als jedoch durch die Konkurrenz des maschinellen Webens in England nach 1820 die Heimarbeiter nicht mehr Schritt halten konnten, ging die Leinenspinnerei und Weberei im ganzen Ravensberger Land und damit in Borgholzhausen zurück.
Ab 1740 gewann die Honigkuchenbäckerei an Bedeutung (vgl. kulinarische Spezialitäten). Nach 1873 kamen mehrere Fleischwarenfabriken hinzu. Im Jahr 1880 entstand in Borgholzhausen die erste mit Dampfkraft betriebene Molkerei Westfalens. Aus dem im 17. Jahrhundert angelegten Salzwerk „Barthausen“ ist nach 1907 das „Solbad Ravensberg“ geworden, welches bis Anfang der 1980er Jahre betrieben wurde. 2014 wurde schließlich auch die fabrikmäßige Herstellung und der Vertrieb des Mineralwassers der Firma Marienbrunnen eingestellt.
Bis zum Ende des Zweiten Weltkrieges war die wirtschaftliche Entwicklung im Bereich der heutigen Stadt Borgholzhausen in erster Linie auf die Landwirtschaft beschränkt. Auch wenn sich insbesondere im Bereich des heutigen Ortsteils Borgholzhausen geringe Ansätze von mittleren und kleinen Gewerbeansiedlungen abzeichneten, so wurde in der alten Stadt Borgholzhausen von den Gewerbetreibenden nebenbei noch Ackerbau und Viehzucht betrieben, da sie von ihrem Gewerbe allein nicht leben konnten. Auch in den übrigen Ortsteilen der Stadt war überwiegend die Landwirtschaft Haupterwerbszweig. In der heutigen Zeit haben Land- und Forstwirtschaft immer noch einen beachtlichen Anteil am Wirtschaftsleben der Stadt. Die Industrie war jedoch seit 1945 maßgeblich an der Entwicklung im Bereich der heutigen Stadt Borgholzhausen beteiligt. Diese Entwicklung entsprang nicht nur aus den bereits bestehenden ortsansässigen Gewerbe- und Industriezweigen im Altstadtgebiet, sondern aus mehreren neugegründeten Werken, insbesondere im Süden des Ortsteils Borgholzhausen.

### Eingemeindungen
Im Rahmen der nordrhein-westfälischen Gebietsreform wurden mit dem „Gesetz zur Neugliederung von Gemeinden des Landkreises Halle“ vom 24. Juni 1969 die zwölf Gemeinden Barnhausen, Berghausen, Stadt Borgholzhausen, Casum, Cleve, Hamlingdorf, Holtfeld, Kleekamp, Oldendorf, Ostbarthausen, Westbarthausen und Wichlinghausen aus dem Amt Borgholzhausen am 1. Juli 1969 zur neuen Stadt Borgholzhausen zusammengeschlossen. Das Amt Borgholzhausen wurde aufgelöst; Rechtsnachfolgerin ist die Stadt Borgholzhausen.
Zum 1. Januar 1973 kam es in Borgholzhausen im Zuge der Umsetzung des Bielefeld-Gesetzes noch zu kleineren Gebietsveränderungen; es wurden Gebiete an die Städte Halle und Werther abgegeben, im Gegenzug kamen Gebiete der ehemaligen Gemeinde Theenhausen hinzu.

### Einwohnerstatistik

Bevölkerungsentwicklung in Borgholzhausen von 1818 bis 2007 (untere Linie: jeweiliger Gebietsstand, obere Linie: heutiger Gebietsstand)

Die folgende Übersicht zeigt die Einwohnerzahlen der Stadt Borgholzhausen nach dem jeweiligen Gebietsstand, bei einigen Jahren zusätzlich nach heutigem Gebietsstand. Änderungen des Gebietsstandes ergaben sich durch den Zusammenschluss mit elf umliegenden Gemeinden zum 1. Juli 1969 sowie einiger kleinerer Gebietsveränderungen zum 1. Januar 1973.
Bei den Zahlen handelt es sich bis 1970 und für 1987 um Volkszählungsergebnisse und ab 1975 um amtliche Fortschreibungen des Landesamtes für Datenverarbeitung und Statistik. Die Zahlen von 1975 bis 1985 sind geschätzte Werte, die Zahlen ab 1990 Fortschreibungen auf Basis der Ergebnisse der Volkszählung von 1987. Die Angaben beziehen sich ab 1871 sowie für 1946 auf die Ortsanwesende Bevölkerung, ab 1925 auf die Wohnbevölkerung und ab 1985 auf die Bevölkerung am Ort der Hauptwohnung. Vor 1871 wurden die Einwohnerzahlen nach uneinheitlichen Erhebungsverfahren ermittelt.
| Jahr            | Einwohner |
| --------------- | --------- |
| 1798            | 0849      |
| 1818 (31. Dez.) | 1.080     |
| 1831 (3. Dez.)  | 1.228     |
| 1837 (3. Dez.)  | 1.270     |
| 1843 (3. Dez.)  | 1.388     |
| 1849 (3. Dez.)  | 1.289     |
| 1852 (3. Dez.)  | 1.292     |
| 1858 (3. Dez.)  | 1.179     |
| 1861 (3. Dez.)  | 1.246     |
| 1867 (3. Dez.)  | 1.169     |

| Jahr            | Einwohner |
| --------------- | --------- |
| 1871 (1. Dez.)  | 1.085     |
| 1885 (1. Dez.)  | 1.144     |
| 1895 (1. Dez.)  | 1.281     |
| 1905 (1. Dez.)  | 1.284     |
| 1925 (16. Juni) | 1.192     |
| 1933 (16. Juni) | 1.310     |
| 1939 (17. Mai)  | 1.331     |
| 1946 (29. Okt.) | 1.979     |
| 1950 (13. Sep.) | 2.080     |
| 1961 (6. Juni)  | 2.538     |

| Jahr            | Einwohner |
| --------------- | --------- |
| 1798            | 0849      |
| 1818 (31. Dez.) | 1.080     |
| 1831 (3. Dez.)  | 1.228     |
| 1837 (3. Dez.)  | 1.270     |
| 1843 (3. Dez.)  | 1.388     |
| 1849 (3. Dez.)  | 1.289     |
| 1852 (3. Dez.)  | 1.292     |
| 1858 (3. Dez.)  | 1.179     |
| 1861 (3. Dez.)  | 1.246     |
| 1867 (3. Dez.)  | 1.169     |

| Jahr            | Einwohner |
| --------------- | --------- |
| 1871 (1. Dez.)  | 1.085     |
| 1885 (1. Dez.)  | 1.144     |
| 1895 (1. Dez.)  | 1.281     |
| 1905 (1. Dez.)  | 1.284     |
| 1925 (16. Juni) | 1.192     |
| 1933 (16. Juni) | 1.310     |
| 1939 (17. Mai)  | 1.331     |
| 1946 (29. Okt.) | 1.979     |
| 1950 (13. Sep.) | 2.080     |
| 1961 (6. Juni)  | 2.538     |

| Jahr            | Einwohner |
| --------------- | --------- |
| 1939 (17. Mai)  | 4.805     |
| 1950 (13. Sep.) | 7.408     |
| 1961 (6. Juni)  | 7.203     |
| 1970 (27. Mai)  | 7.598     |
| 1972 (31. Dez.) | 7.662     |
| 1974 (30. Juni) | 7.678     |
| 1975 (31. Dez.) | 7.463     |
| 1980 (31. Dez.) | 7.425     |
| 1985 (31. Dez.) | 7.453     |

| Jahr            | Einwohner |
| --------------- | --------- |
| 1987 (25. Mai)  | 7.463     |
| 1990 (31. Dez.) | 7.872     |
| 1995 (31. Dez.) | 8.463     |
| 2000 (31. Dez.) | 8.676     |
| 2005 (31. Dez.) | 8.784     |
| 2007 (31. Dez.) | 8.721     |
| 2012 (31. Dez.) | 8.633     |
| 2019 (31. Dez.) | 8.968     |
| 2022 (31. Dez.) | 9.253     |

| Jahr            | Einwohner |
| --------------- | --------- |
| 1939 (17. Mai)  | 4.805     |
| 1950 (13. Sep.) | 7.408     |
| 1961 (6. Juni)  | 7.203     |
| 1970 (27. Mai)  | 7.598     |
| 1972 (31. Dez.) | 7.662     |
| 1974 (30. Juni) | 7.678     |
| 1975 (31. Dez.) | 7.463     |
| 1980 (31. Dez.) | 7.425     |
| 1985 (31. Dez.) | 7.453     |

| Jahr            | Einwohner |
| --------------- | --------- |
| 1987 (25. Mai)  | 7.463     |
| 1990 (31. Dez.) | 7.872     |
| 1995 (31. Dez.) | 8.463     |
| 2000 (31. Dez.) | 8.676     |
| 2005 (31. Dez.) | 8.784     |
| 2007 (31. Dez.) | 8.721     |
| 2012 (31. Dez.) | 8.633     |
| 2019 (31. Dez.) | 8.968     |
| 2022 (31. Dez.) | 9.253     |

## Religion
Mit Stand 1. Januar 2019 waren von den Einwohnern 46 % evangelisch, 15 % katholisch, 39 % gehörten entweder einer anderen Glaubensgemeinschaft an oder sind konfessionslos. Mit Stand 1. Januar 2025 waren 38 % der Einwohner evangelisch, 13 % katholisch und 49 % gehörten einer anderen Glaubensgemeinschaft an oder sind konfessionslos.

## Politik
Borgholzhausen gehört zum Landtagswahlkreis Gütersloh I – Bielefeld III, in dem bei der Landtagswahl 2017 Georg Fortmeier (SPD) als Direktkandidat gewählt wurde. Auf Bundesebene gehört Borgholzhausen zum Bundestagswahlkreis Gütersloh, in dem 2009 und 2014 Ralph Brinkhaus (CDU) als Direktkandidat gewählt wurde.

### Stadtrat

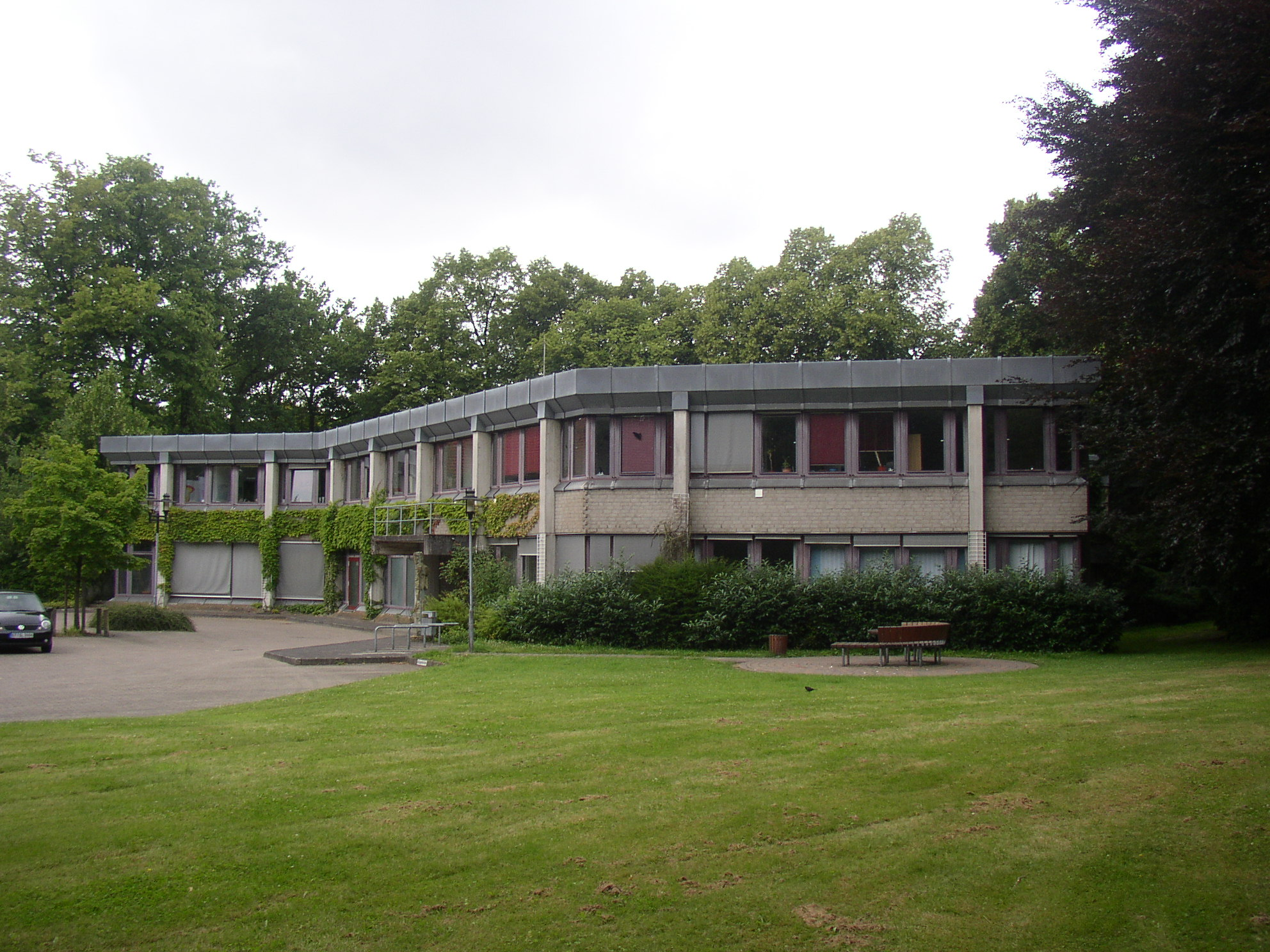
Rathaus

Der Stadtrat hat einschließlich des Bürgermeisters 31 Mitglieder. Es sind dies die bei der letzten Kommunalwahl im Jahr 2020 gewählten Mitglieder der CDU, der SPD, der Grünen, der FDP sowie der Borgholzhausener Unabhängigen (BU). Der Ratsvorsitzende ist der Bürgermeister, der ebenfalls diesem Gremium angehört.
- Grüne: 5
- SPD: 9
- BU: 6
- FDP: 3
- CDU: 7

Die folgende Tabelle zeigt die Kommunalwahlergebnisse seit 1975:
| [ 18 ] [ 19 ] [ 20 ] | 2020  | 2020  | 2014  | 2014 | 2009  | 2009  | 2004  | 2004  | 1999  | 1999  | 1994  | 1994  | 1989  | 1989  | 1984  | 1984  | 1979  | 1979  | 1975  | 1975  |
| Partei               | Sitze | %     | Sitze | %    | Sitze | %     | Sitze | %     | Sitze | %     | Sitze | %     | Sitze | %     | Sitze | %     | Sitze | %     | Sitze | %     |
| -------------------- | ----- | ----- | ----- | ---- | ----- | ----- | ----- | ----- | ----- | ----- | ----- | ----- | ----- | ----- | ----- | ----- | ----- | ----- | ----- | ----- |
| CDU                  | 07    | 20,84 | 07    | 26,9 | 08    | 27,18 | 11    | 40,12 | 13    | 47,65 | 11    | 35,75 | 09    | 32,50 | 11    | 39,89 | 13    | 47,12 | 14    | 52,07 |
| SPD                  | 09    | 29,86 | 08    | 29,1 | 08    | 28,91 | 10    | 34,17 | 09    | 32,55 | 10    | 35,55 | 09    | 32,76 | 10    | 36,86 | 11    | 41,69 | 10    | 36,14 |
| GRÜNE                | 05    | 17,43 | 03    | 10,3 | 03    | 09,23 | 02    | 09,08 | 02    | 05,49 | 02    | 07,21 | 02    | 09,41 | 04    | 14,74 | —     | —     | —     | —     |
| FDP                  | 03    | 11,08 | 03    | 09,3 | 04    | 16,28 | 01    | 02,91 | 01    | 05,15 | 02    | 07,78 | 05    | 16,49 | 02    | 08,52 | 03    | 11,19 | 03    | 11,79 |
| BU1                  | 06    | 19,40 | 07    | 24,5 | 05    | 17,81 | 04    | 13,72 | 03    | 09,16 | 02    | 13,71 | 02    | 08,84 | —     | —     | —     | —     | —     | —     |
| Einzelbewerber       | —     | 01,39 | —     | —    | 0     | 00,59 | —     | —     | —     | —     | —     | —     | —     | —     | —     | —     | —     | —     | —     | —     |
| Gesamt2              | 30    | 100   | 28    | 100  | 28    | 100   | 28    | 100   | 28    | 100   | 27    | 100   | 27    | 100   | 27    | 100   | 27    | 100   | 27    | 100   |
| Wahlbeteiligung in % | 57,36 | 57,36 | 55,2  | 55,2 | 58,02 | 58,02 | 60,54 | 60,54 | 64,56 | 64,56 | 82,79 | 82,79 | 72,13 | 72,13 | 75,88 | 75,88 | 74,83 | 74,83 | 85,71 | 85,71 |

1 Borgholzhausener Unabhängige, 2 ohne Berücksichtigung von Rundungsdifferenzen

### Bürgermeister
Bürgermeister der Gemeinde ist Dirk Speckmann (SPD). Er wurde am 13. September 2015 mit 75,89 % der Stimmen gewählt. Am 13. September 2020 stellte er sich ohne einen Gegenkandidaten erneut zur Wahl und wurde mit 68,14 Prozent Ja-Stimmen und 31,86 Prozent Nein-Stimmen wiedergewählt.
Bürgermeister und Stadtdirektoren seit 1945
- Friedrich-Wilhelm Meyer, 1946–1948
- Jochen Upmeyer, 1948–1969
- Fritz Ostmeyer, 1969–1975
- Heinrich Knaust, 1975–1984
- Bernd Huesmann, 1984–1987
- Friedrich Frewert, 1987–1994
- Ingilt Blockus, 1994–1998
- Arnold Weßling, 1998–1999
- Alois Hasekamp, 1969–1979, Stadtdirektor
- Wilfried Torweihe, 1979–1991
- Ulrich Hoffmann, 1991–1992
- Klemens Keller, 1992–2015, ab 1999 Bürgermeister

### Wappen
Das Wappen hat folgende Blasonierung: In silber (weiß), über drei rote Sparren eine das ganze Feld füllende, viermal gezinnte rote Mauer. Es wurde am 14. Januar 1970 verliehen und ist identisch mit dem bis dahin gültigen Wappen des Amtes Borgholzhausen, das am 17. März 1939 verliehen wurde. Die Sparren weisen auf die frühere Zugehörigkeit zur alten Grafschaft Ravensberg hin, die Zinnenmauer ist ein Symbol für ein städtisches Gemeinwesen.

### Städtepartnerschaften
- Lößnitz im Erzgebirge, seit 1990
- New Haven (Missouri), USA seit 1994
- Naukšēni, Lettland, seit 2017

## Kultur und Sehenswürdigkeiten

### Bauwerke

#### Burg Ravensberg

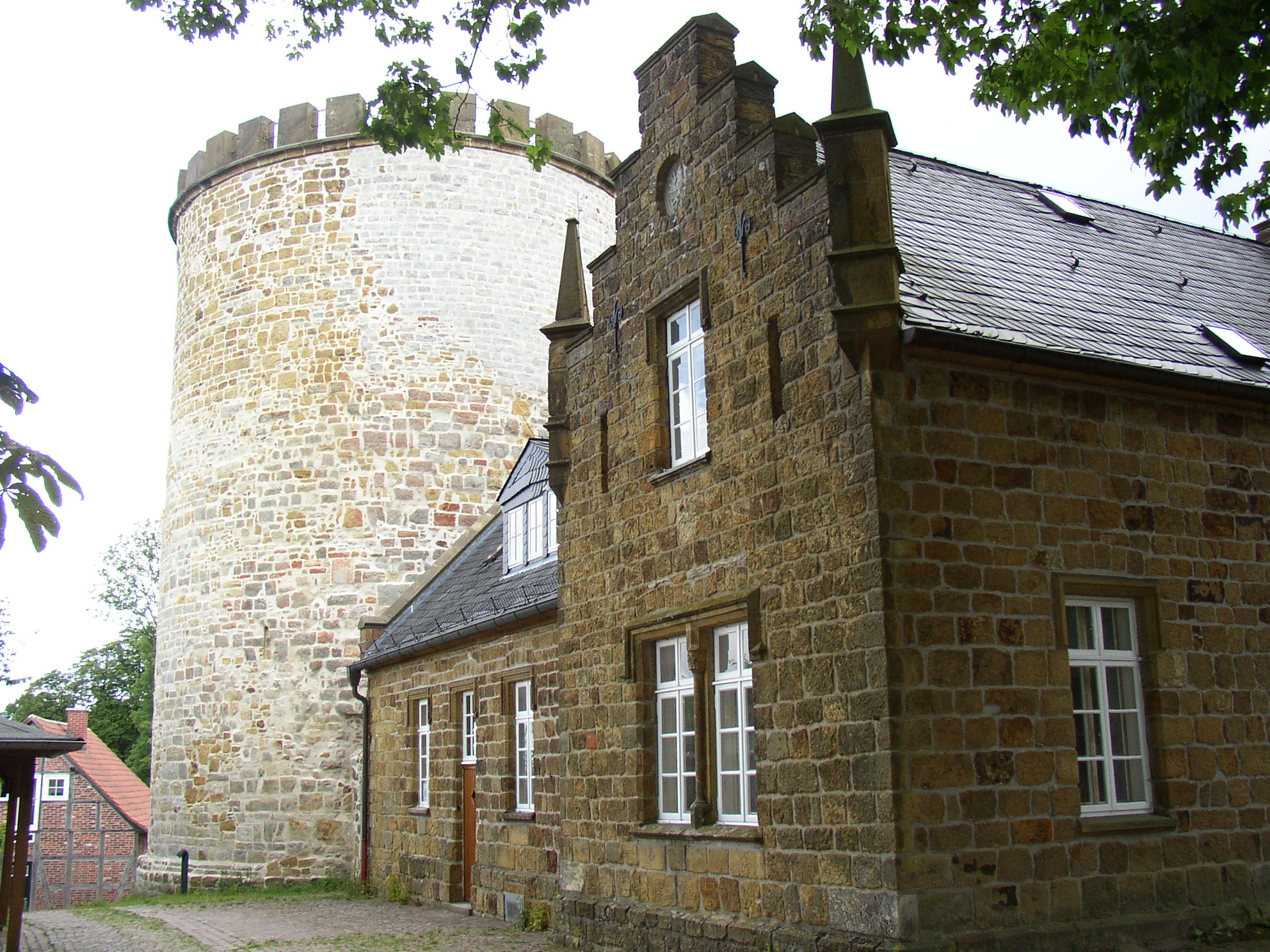
Die Burg Ravensberg, Wehrturm und Forsthaus

Die Burg Ravensberg ist eine etwa 1080 von Hermann II. von Calvelage erbaute Burganlage und war Stammsitz der Grafen von Ravensberg(-Calvelage) sowie Namensgeberin für das Ravensberger Land. Heute sind lediglich der mächtige Bergfried mit seinen dreißig Zinnen sowie Reste der Burgmauern erhalten. 1981 brachen Steine aus dem oberen Teil des Turms, die Krone wurde daraufhin mit Stahlankern gesichert. Im Herbst 2006 wurde der Turm umfassend saniert. Die alten Steine wurden mit Kalksandmörtel neu verfugt, das Kuppeldach gegen Nässe mit einer Kunststoffschicht geschützt. Neuere Grabungen haben einiges von der Geschichte der Burg freigegeben. Mauerreste und Reste alter Gebäude wurden gefunden. 2005 wurde im Eingangsbereich die Grundmauer eines zweiten Wehrturms entdeckt, der bis dahin vollkommen unbekannt war.
2002 plante das Land Nordrhein-Westfalen als Besitzer den Verkauf der Burg. Durch großes Engagement der Bevölkerung und örtlicher Unternehmen konnte die Stiftung Burg Ravensberg gegründet werden, die seit September 2003 Eigentümer der Ruine ist.

#### Evangelische Pfarrkirche

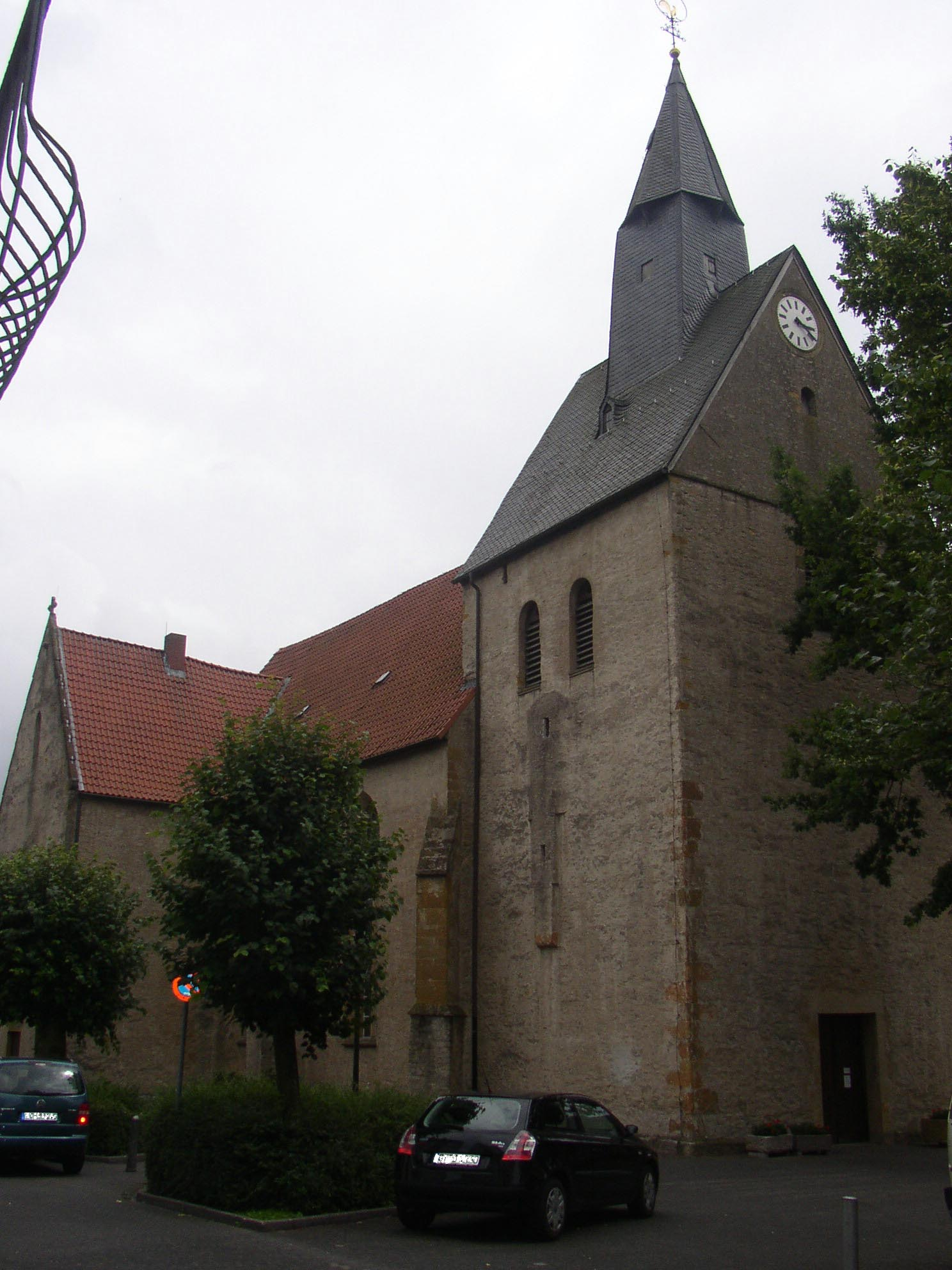
Evangelische Kirche

Die Evangelische Kirche wurde als Eigenkirche der Grafen von Ravensberg errichtet und ist eine der ältesten Kirchen im Kreis Gütersloh. Sie bildet das Zentrum der Stadt Borgholzhausen und ist aus dem 14. Jahrhundert mit größerem Um- und Anbau (Chorraum) von 1496. Ein besonderes Stück ist der sogenannte steingeschnitzte Altar von 1501. Vor der Kirche steht ein Denkmal, das an die Gefallenen der Kriege zwischen 1864 und 1871 erinnert.

#### Luisenturm
Auf der Johannisegge (291 m) wurde 1893 im Gedenken an Luise von Preußen ein hölzerner Aussichtsturm errichtet. Heute bietet der mittlerweile vierte Luisenturm, der 1991 mit einer Höhe von 21 Metern eingeweiht wurde, eine Sicht über das gesamte Stadtgebiet. Bei guter Wetterlage reicht der Blick bis zur Porta Westfalica im Nordosten, sowie weit ins Münsterland in Richtung Südwesten. Der Luisenturm liegt im Naturschutzgebiet Johannisegge–Schornstein direkt am Hermannsweg, einem 156 km langen Wanderweg, der von Rheine bis zum Lippischen Velmerstot führt.

#### Wohnbauten
Im Ortskern befinden sich noch einige Fachwerkbauten des 18. und 19. Jahrhunderts. Besonders beachtenswert ist Kirchstraße Nummer 9 (Welpinghus), ein zweigeschossiger Bau mit massivem Erdgeschoss, der im Kern wohl noch aus dem 16. Jahrhundert stammt. Der seitliche Anbau ist 1695 bezeichnet. In der Tanfanastraße 5 steht ein eingeschossiger Fachwerkbau, dessen Giebel mit Fächerrosetten verziert ist. Er wurde 1634 errichtet.

#### Sonstige Bauwerke

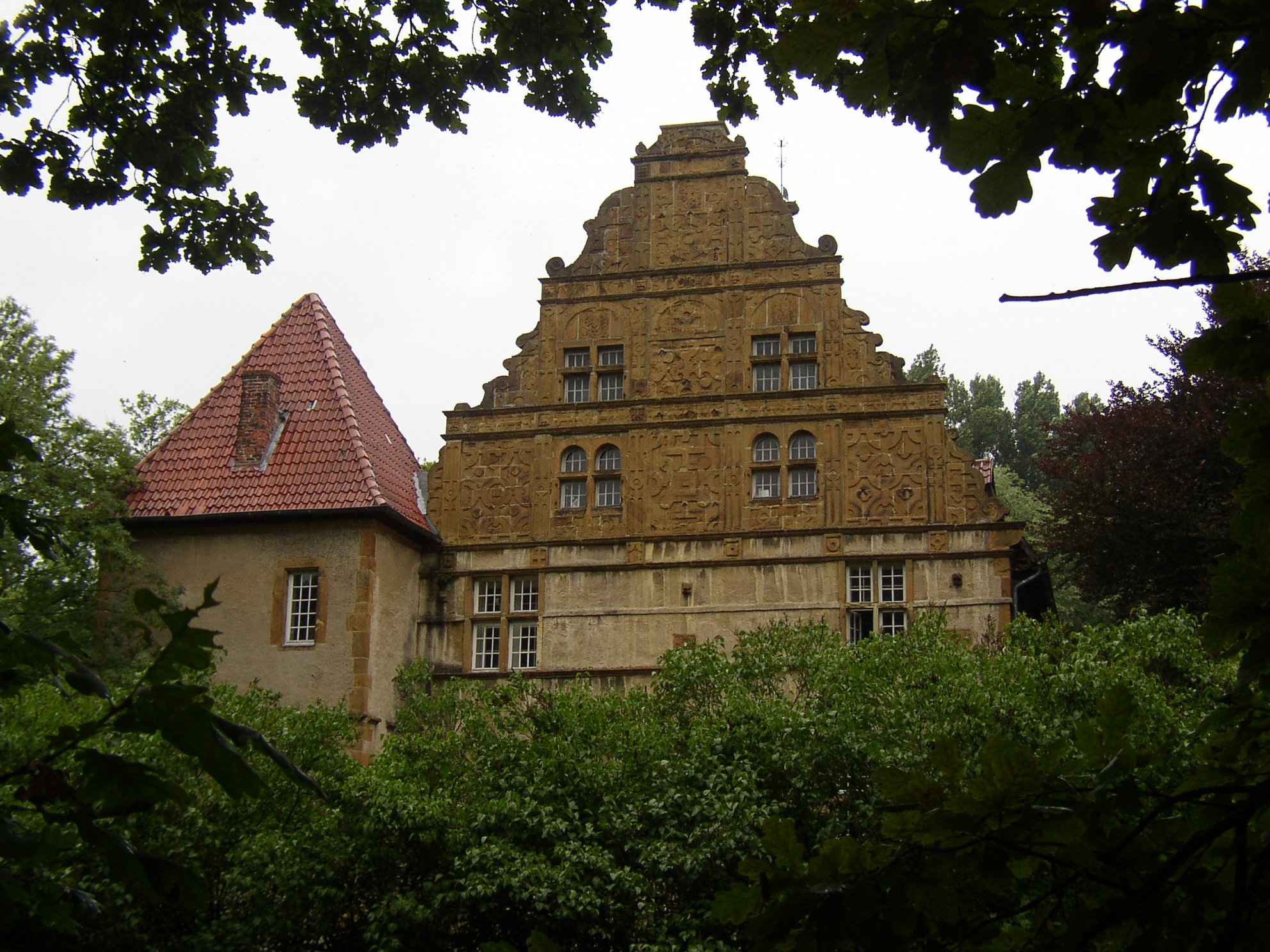
Giebelansicht von Schloss Holtfeld

Das Wasserschloss Brincke ist ein Herrenhaus aus dem 17. Jahrhundert mit doppeltem Wassergraben und mehreren Nebengebäuden, darunter eine im neuromanischen Stil erbaute Kapelle. Das Schloss ist in Privatbesitz.
Das Wasserschloss Holtfeld wurde erstmals um 1350 erwähnt und war lange im Besitz der Herren von Wendt. Das Herrenhaus aus dem Jahr 1602 zeigt prächtige Giebel. Das Schloss ist in Privatbesitz.

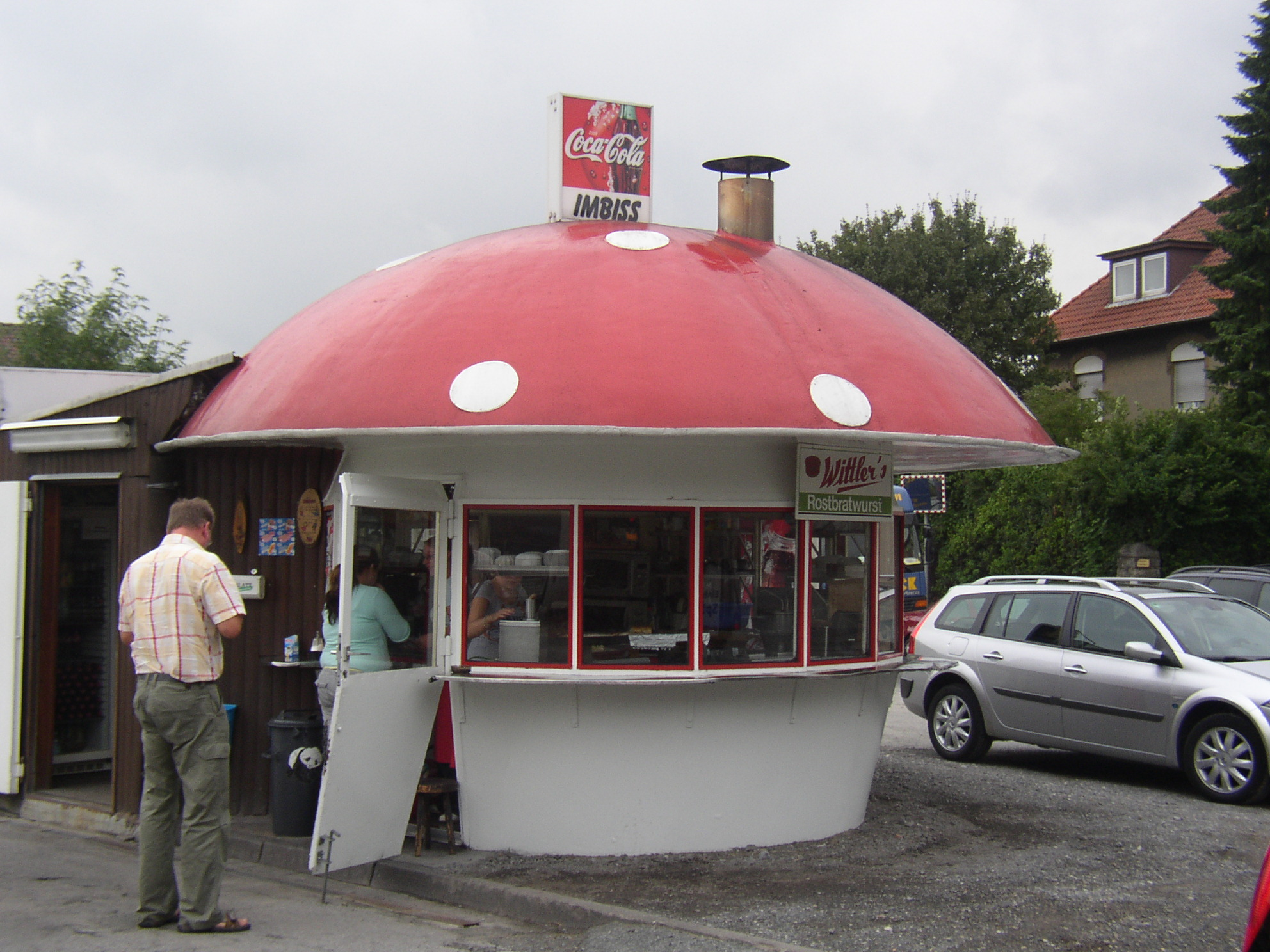
Milchpilz in Borgholzhausen-Bahnhof

In der Nähe des Bahnhofs befindet sich einer von wenigen in Deutschland und Österreich noch vorhandenen „Milchpilzen“ aus den 1950er-Jahren. Der Kiosk wird als Imbiss bewirtschaftet, das ursprüngliche Aussehen ist recht stark verändert. Sein Standort ist gefährdet.
Es gibt auf dem höchsten Punkt des Teutoburger Waldes bei Borgholzhausen ein Windrad (Enercon E-82).
Es hat eine Nabenhöhe von 85 m, eine Rotorblattlänge von 40 m und erzeugt Strom für 1600 Vierpersonen-Haushalte.

### Stadtführungen
Seit Januar 2007 bietet die Stadt Borgholzhausen eine Reihe von Stadtführungen zu verschiedenen Themen an, so zum Beispiel „Muckefuck und Sauerkraut – eine Zeitreise in die Zeit der Selbstversorgung“, eine Führung in plattdeutscher Sprache, eine Gruseltour oder eine Führung zur Salzschmugglerroute.

### Parks
Auf dem Gebiet der Stadt Borgholzhausen gibt es zwei Parks, einen mit etwa 3,5 ha Größe am Wasserschloss Brincke, einen weiteren am Wasserschloss Holtfeld mit etwa 1,5 ha Größe. Letzterer ist nicht öffentlich zugänglich.
Das Stadtgebiet ist Teil des Naturparks TERRA.vita, ehemals Naturpark Nördlicher Teutoburger Wald-Wiehengebirge.

### Naturschutzgebiete und Naturdenkmäler
Auf Borgholzhausener Gebiet befinden sich drei Naturschutzgebiete, eines davon vollständig (Johannisegge–Schornstein) und zwei zum Teil auch auf dem Gebiet benachbarter Städte (Salzenteichs Heide, auch Versmold und Ravensberg – Barenberg, auch Halle (Westf.)). 6,2 % des Gebiets von Borgholzhausen stehen unter Naturschutz.
Am Südhang des Osbergs befindet sich die Pfaffenkammer, eine schmale Karsthöhle, um die sich etliche Sagen und Legenden ranken.
Borgholzhausen verfügt mit dem ehemaligen Bönkerschen Steinbruch, der im Teutoburger Wald in etwa 15 Minuten Gehentfernung zur Innenstadt liegt, über eine Natur- und Freilichtbühne, in der häufig Musik- und Theaterdarbietungen stattfinden.
In nördlicher Hanglage des Teutoburger Waldes finden sich Fährten und Trittsiegel von Reptilien und Tetrapoden. Die Ausgrabungsarbeiten des Landschaftsverbands Westfalen-Lippe dauern an.
Um die Jahrtausendwende wurden auf dem Gebiet der Gemeinde Riesenammoniten gefunden. Einige von ihnen wurden in das Borgholzhausener Heimathaus verbracht.
Auf dem Stadtgebiet Borgholzhausen finden sich zwei geschützte Bäume, ein Ginkgobaum und eine Stechpalme (Ilex), Letztere mit einer ungewöhnlichen Größe von etwa 13 Metern und einem Stammdurchmesser von 70–80 cm.

### Sport

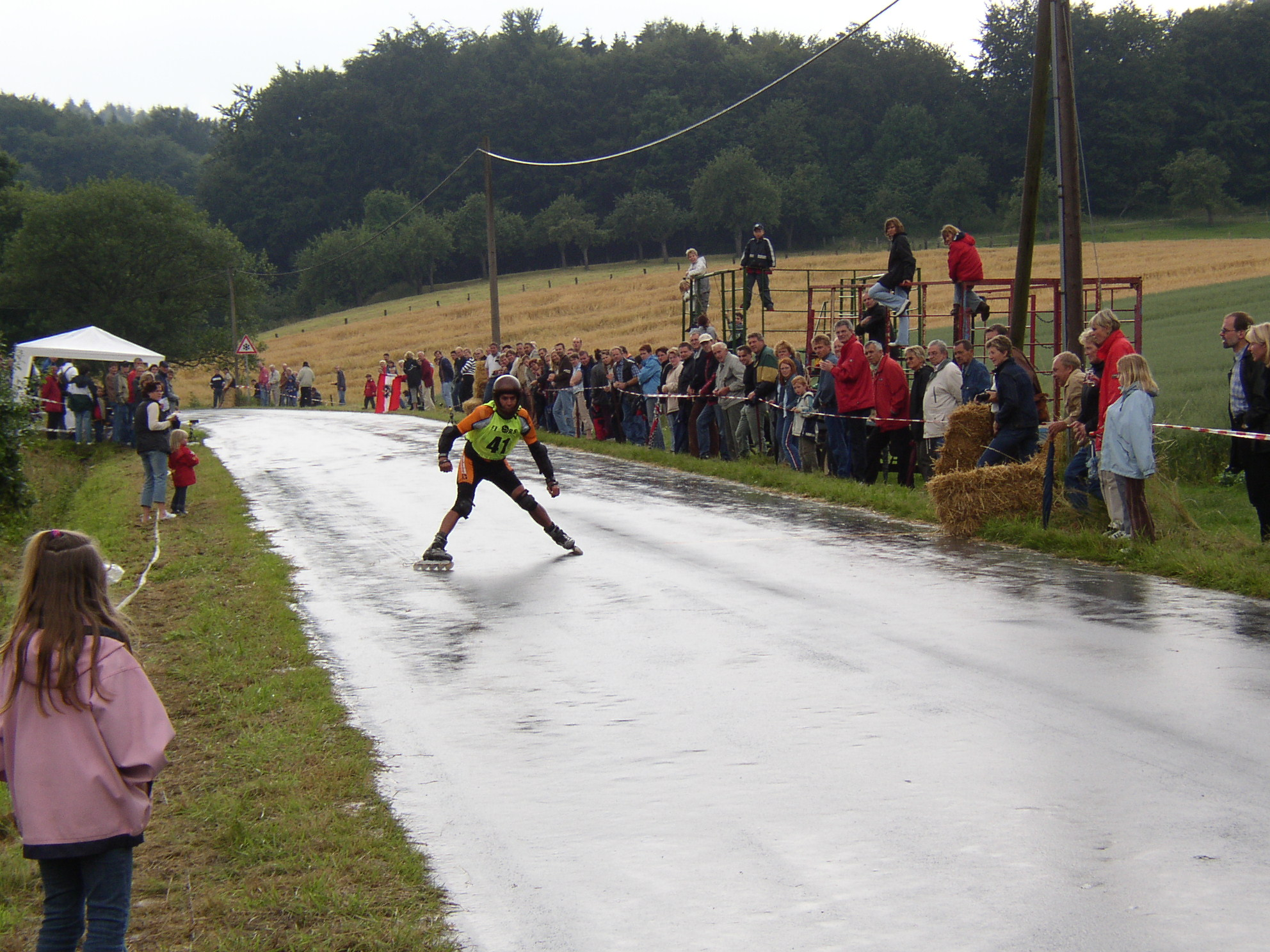
Inline-Skate Downhill Weltmeisterschaft

Es gibt diverse Sportvereine in Borgholzhausen. An prominentester Stelle ist der LC Solbad Ravensberg zu nennen, der die Nacht von Borgholzhausen organisiert und durchführt (siehe Regelmäßige Veranstaltungen). Die Handballer des TuS Borgholzhausen nahmen einmal am DHB-Pokal teil.
Im Juli 2004 fand auf der Zufahrtsstraße zum Luisenturm, die sich durch starkes Gefälle und viele enge Kurven auszeichnet, die Inline-Skate-Downhill-Weltmeisterschaft statt.

### Theater
In Borgholzhausen gibt es zwei Freilichtbühnen:
Im Bönkerschen Steinbruch ist eine Naturbühne, die von verschiedenen Gruppen genutzt wird. So werden dort regelmäßig ein plattdeutsches Bauernstück, die Weihnachtsgeschichte und Open-Air-Konzerte aufgeführt.
Auf der Ravensburg entstand ebenfalls eine Freilichtbühne, auf der u. a. klassische Theaterstücke geboten werden.

### Museen

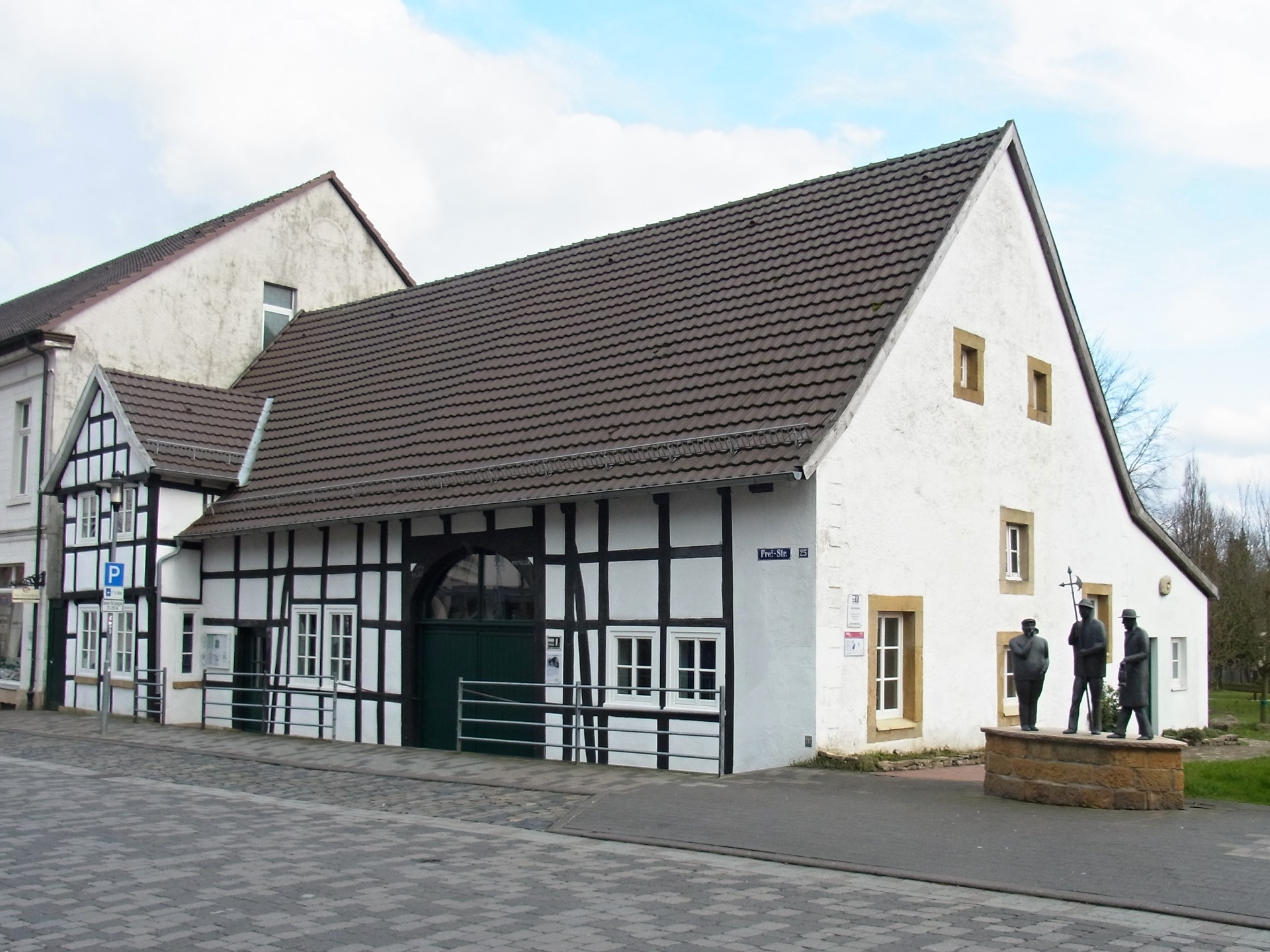
Kultur- und Heimathaus

Das Kultur- und Heimathaus Borgholzhausen beherbergt Funde aus der Erdgeschichte aus Borgholzhausen und Umgebung. Dort ist unter anderem die weltweit größte Ansammlung von Riesen-Ammoniten ausgestellt. Einen weiteren Schwerpunkt im Museum bilden drei Dauerausstellungen von Borgholzhausener Künstlern. Neben dem Heimathaus befindet sich das im Jahr 2005 errichtete Denkmal Neujahrssänger.

### Kulturverein
Der Kulturverein Borgholzhausen organisiert jährlich mehrere Kunstausstellungen in der Rathausgalerie in Borgholzhausen. Des Weiteren arrangiert er Musikveranstaltungen und bietet der Kleinkunst Auftrittsmöglichkeiten. Es gibt Künstlergespräche und gemeinsame Fahrten zu Veranstaltungen. Ein Großteil der Ereignisse findet im Kultur- und Heimatmuseum statt, das gemeinsam vom Heimatverein und Kulturverein betrieben wird.

### Musik
Die musikalische Vereinslandschaft von Borgholzhausen ist recht vielfältig, es gibt vier Musikvereine:
- Feuerwehrmusikzug Borgholzhausen
- Jagdhornbläser-Korps
- Teutoburger Oberkrainer
- Ravensburger Bläser

Daneben gibt es vier Gesangvereine:
- Kantorei Borgholzhausen
- Männerchor Borgholzhausen
- Sängerfreunde Borgholzhausen
- Pium Vivente, den Kinder- und Jugendchor der ev. Kirchengemeinde

### Regelmäßige Veranstaltungen
Die Nacht von Borgholzhausen ist ein jährlicher Volks- und Straßenlauf im Sommer über fünf oder zehn Kilometer mit internationaler Besetzung.
Während des Kartoffelmarkts, der jährlich in der zweiten Septemberhälfte stattfindet, wird die Borgholzhausener Innenstadt entlang des „längsten Kartoffeltisches der Welt“ zu einer kulinarischen Attraktion. Zusätzlich bilden Demonstrationen historischer Handwerkskunst, Musik, Volkstanz und Kinderunterhaltung ein breites Rahmenprogramm.
Der Borgholzhausener Weihnachtsmarkt, der jährlich am zweiten Advent stattfindet, hat durch seine besondere Atmosphäre einen hohen Bekanntheitsgrad. Mittlerweile zieht er mit seinen 120 Ständen jährlich etwa 100.000 Besucher an.

### Kulinarische Spezialitäten

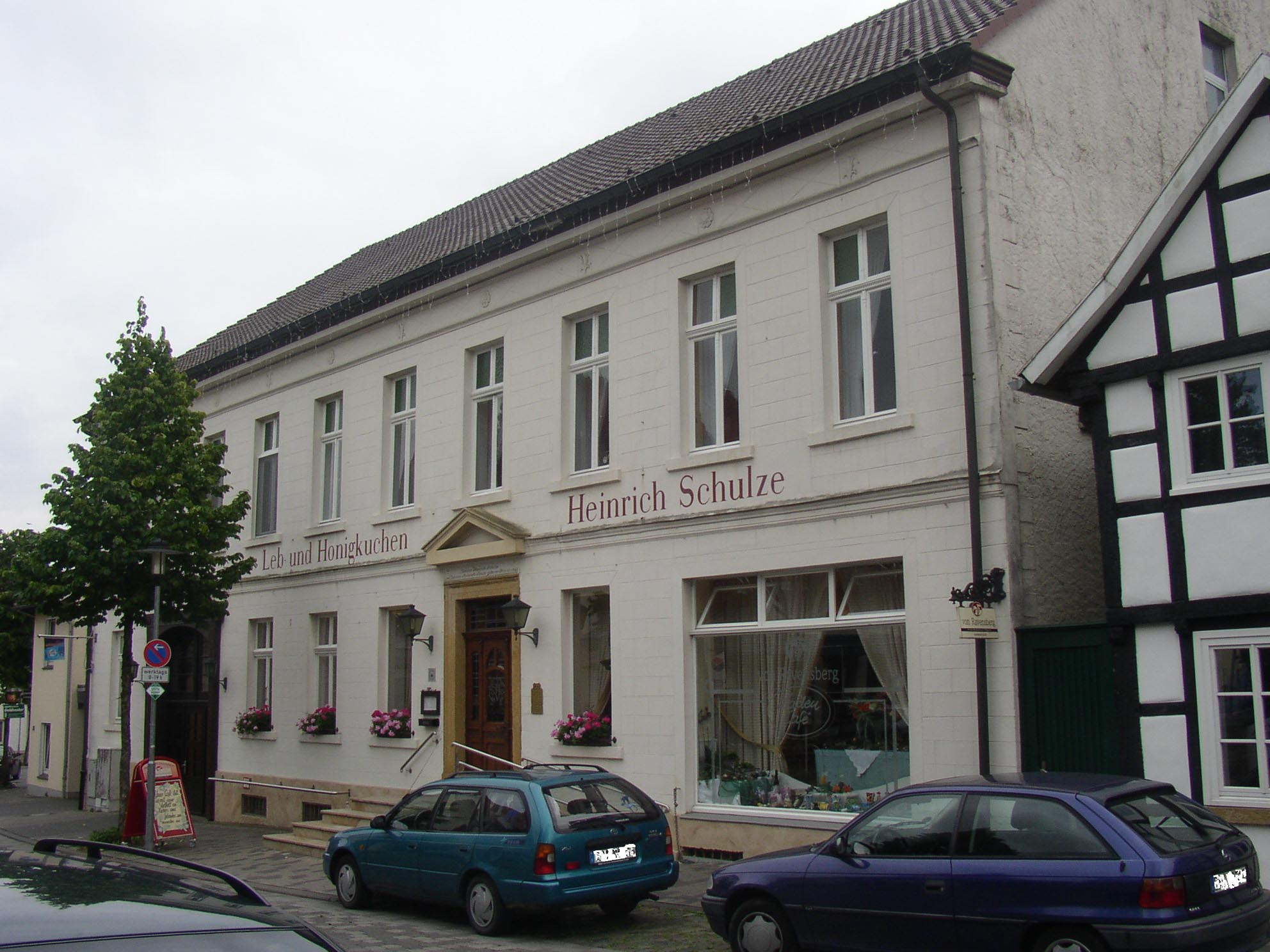
Bäckerei Schulze

Ab ca. 1740 siedelten sich in der Stadt Lebkuchenbäcker aus dem Nachbarort Dissen an. In den Jahren 1827, 1830 und 1861 wurden Lebkuchenfabriken gegründet. Diese Entwicklung führte dazu, dass Borgholzhausen noch heute überregional als „Lebkuchenstadt“ bekannt ist. Die Produktion von Lebkuchen ist jedoch in den letzten Jahrzehnten stark zurückgegangen; es ist heute nur noch eine Bäckerei im Ort vorhanden, die Lebkuchen produziert.

## Infrastruktur und Wirtschaft

### Verkehr

#### Straßenverkehr
Borgholzhausen war über die ehemalige Bundesstraße 68, die heutige K 26, die das Stadtgebiet von Nordwesten nach Südosten durchquert, an das Fernstraßennetz angebunden. Die Bundesstraße 476 endet aus südwestlicher Richtung kommend im Stadtteil Oldendorf an der A 33.
Die Bundesautobahn 33, die aus Richtung Osnabrück seit 2001 im Stadtteil Oldendorf endete, ist seit 2019 zwischen Osnabrück und Paderborn durchgehend befahrbar.

#### Schienen- und Busverkehr
Die Haltepunkte „Borgholzhausen“ und „Westbarthausen“ liegen an der Bahnstrecke Osnabrück–Bielefeld (KBS 402), auf der im Stundentakt die Regionalbahn „Haller Willem“ RB 75 verkehrt. Beide Bahnhofsnamen entsprechen nicht den Siedlungen, in denen sie liegen. Der Haltepunkt Borgholzhausen liegt eigentlich in Oldendorf, 3 km vom Stadtzentrum entfernt. Der Haltepunkt Westbarthausen liegt eigentlich in Kleekamp.
Unmittelbar an der Stadtgrenze zu Halle befindet sich (auf dem Gebiet der Stadt Halle) ein weiterer Haltepunkt Hesseln, der u. a. für Cleve Bedeutung hat. Der Schienenpersonennahverkehr wird von der NordWestBahn mit Talent-Dieseltriebwagen für Geschwindigkeiten bis zu 120 km/h durchgeführt.
Der Haltepunkt Borgholzhausen ist zu einer Mobilitätsstation umgebaut worden und bietet direkten Umstieg in die Linie 90 (Versmold<>Borgholzhausen Mo-Fr) und Linie 190 (Ortsverkehr).
Es gibt den „Piumbus“ (190), eine Stadtlinie (Ortsverkehr), die auch den Haltepunkt Westbarthausen nach vorheriger telefonischer Bestellung bedient. Montags bis freitags unterstützt die Linie 90 und wird als Ziel zum Ortskern für Reisende aus Bielefeld/Halle, während der Piumbus für Reisende aus Osnabrück zuständig ist. Samstags (bis 16h) übernimmt der Piumbus die wegfallenden Fahrten der 90. Am Wochenende existiert dadurch keine direkte Verbindung nach Versmold und ab Samstag 17h auch nicht mehr zum Bahnhof.
Im Straßenpersonennahverkehr verkehren Regionalbusse nach Halle (Schulfahrten als 90), Versmold (90) und Bielefeld (62) über Werther (Westf.). Borgholzhausen liegt im Westfalentarif Bereich „Teuto OWL“ (OWL Verkehr GmbH). Für Reisende in Richtung Osnabrück gibt es einen Übergangstarif zur Verkehrsgemeinschaft Osnabrück (VOS-Plus).

#### Fuß- und Radverkehr
Eine Alternativroute der BahnRadRoute Teuto-Senne von Osnabrück nach Paderborn führt durch das Stadtgebiet.
Auf dem Kamm des Teutoburger Waldes verläuft der Hermannsweg, der als Wanderweg Rheine mit dem lippischen Velmerstot verbindet.

#### Flugverkehr
Bielefeld als nächste Großstadt verfügt nicht über einen Verkehrsflughafen. In knapp einer bis eineinhalb Stunden Fahrentfernung bietet sich eine Auswahl von vier Regionalflughäfen: Der Flughafen Münster/Osnabrück liegt ca. 50 km, der Flughafen Paderborn/Lippstadt ca. 80 km, der Flughafen Dortmund etwa 100 km und der Hannover rund 130 km entfernt.

### Medien

#### Druckmedien
Als Tageszeitungen erscheinen von Montag bis Samstag das Haller Kreisblatt, ein Kooperationspartner der Neuen Westfälischen, sowie eine Lokalausgabe des Westfalen-Blatts. Beide Zeitungen beziehen ihren Mantel von ihren jeweiligen Mantelredaktionen aus Bielefeld. Beide Zeitungen berichten im Lokalteil aus allen Gemeinden des Altkreises Halle, darunter Borgholzhausen. Darüber hinaus erscheint sonntäglich und kostenfrei die Zeitung OWL am Sonntag, ein Ableger des Westfalen-Blatts. Vierteljährlich erscheint das Stadtmagazin Pium Aktuell, herausgegeben vom Haller Kreisblatt.

#### Radio und Fernsehen
Borgholzhausen gehört zum Berichtsgebiet des Regionalstudios Bielefeld des WDR. Weiterhin gehört Borgholzhausen zum Sendegebiet von Radio Gütersloh, das es in der Berichterstattung als Lokalradio mit abdeckt. Im Stadtgebiet steht eine der Sendestationen, über die Radio Gütersloh auf der Frequenz 106,8 MHz abgestrahlt wird.

### Öffentliche Einrichtungen
Die Stadt bietet in ihren Einrichtungen verschiedene Dienstleistungen für die Borgholzhausener Bürger an. Dies sind namentlich das Rathaus, unter anderem mit Stadtverwaltung, Standesamt, Bau- und Tiefbauamt, Wohngeldstelle und einer Polizeistation. Weiterhin gibt es ein Bürgerhaus, sowie zwei Löschzüge der Freiwilligen Feuerwehr, von denen einer in der Stadt Borgholzhausen, der zweite in Borgholzhausen-Bahnhof angesiedelt ist. Auch ein Freibad ist verfügbar.
Weiterhin befindet sich in Borgholzhausen eine Bauschuttdeponie, die für den gesamten Nordkreis Gütersloh zuständig ist.

### Bildung
Die Stadt bietet zwei Schulformen in drei Schulen an. Dies sind zwei Grundschulen mit ca. 430 Schülern, die von 22 Lehrern unterrichtet werden, und eine Gesamtschule mit etwa 1400 Schülern, die von ca. 100 Lehrern unterrichtet werden (Stand: 2007). Da die Gesamtschule an jeweils einem Standort in Borgholzhausen und Werther angesiedelt und rechnerisch insgesamt Borgholzhausen zugeordnet ist, sind für den Borgholzhausener Teil der Gesamtschule keine einzelnen Schüler- und Lehrerzahlen verfügbar. Für andere Schulformen müssen Einrichtungen der benachbarten Städte und Gemeinden genutzt werden.

### Ansässige Unternehmen

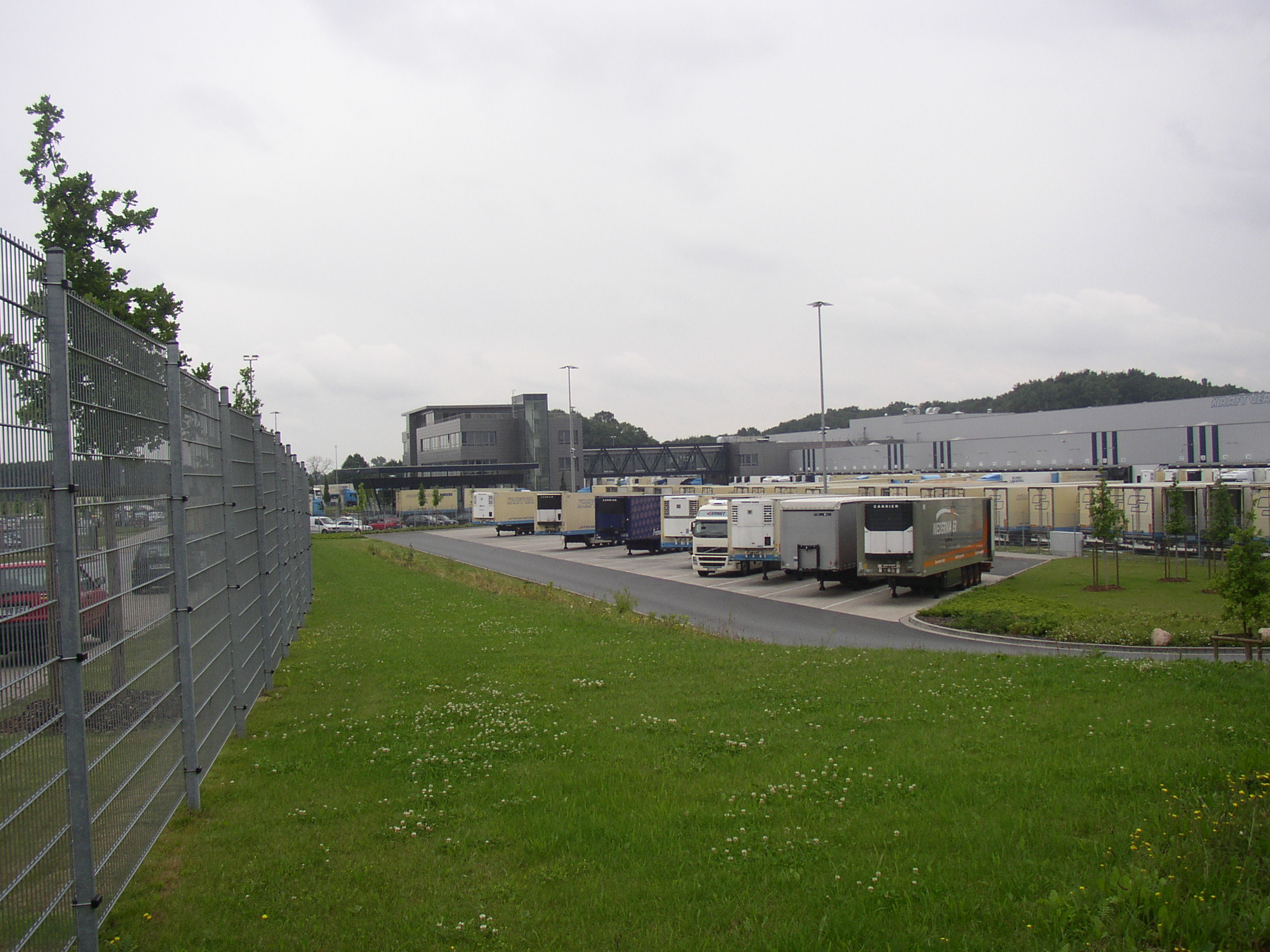
Gelände der Firma Kraftverkehr Nagel

In Borgholzhausen ansässige Unternehmen mit überregionaler Bedeutung sind die Bartling GmbH & Co. KG (Hersteller von Lebensmittelverpackungen), die Heinrich Schulze Honig- und Lebkuchenbäckerei, Bostik (Hersteller von Industriekleb-, Dicht- und weiteren Baustoffen), fetra (Hersteller von Handtransportgeräten), Rolko Kohlgrüber GmbH (Hersteller von Rollstuhlzubehör, Rehabilitationszubehör, Krankenbettenzubehör und Industrierädern), Westfalia Logistics Solutions (Hersteller von Lager- und Fördertechnik sowie Lagerverwaltungssoftware) und das Logistikunternehmen Kraftverkehr Nagel. Schüco (Hersteller von Fensterbauelementen und Solartechnik) betreibt in Borgholzhausen ein Zweigwerk.

## Persönlichkeiten

### Ehrenbürger
Der Springreiter und ehemalige Weltmeister Franke Sloothaak ist Ehrenbürger von Borgholzhausen. Er war im Ort ansässig und unterhielt hier eine Reitanlage.

### Söhne und Töchter der Stadt
- Johann Ernst von Alemann (1684–1757), General der Kavallerie der preußischen Armee.
- Florenz-Ludwig Heidsieck (1749–1828), Gründer der Champagner-Häuser in Reims mit diesem Namen. Er wurde hier als Sohn eines evangelischen Pastors geboren.
- Adolf von Kettler (1818–1874), preußischer Generalmajor.
- Wilhelm Meyer (1860–1931), in Borgholzhausen geborener Jurist und Senatspräsident am Reichsgericht.
- Julius Hesse (1875–1944), deutscher Kaufmann, Präsident von Arminia Bielefeld, NS-Opfer.
- Adolf Maass (1875–1945), in Borgholzhausen geboren, 1945 in Auschwitz ermordet, Hamburger Kaufmann jüdischer Abstammung. Mitinhaber der Spedition Kühne + Nagel, die das Unternehmen 1933 „arisierte“.
- Fritz Ostmeyer (1915–1994), Politiker, von 1958 bis 1972 Landrat des Kreises Halle (Westf.) und bekleidete unter anderem von 1969 bis 1975 das Amt des Bürgermeisters von Borgholzhausen. Von 1983 bis 1989 war er Landrat des Kreises Gütersloh.
- Jost Kobusch (* 1992), wuchs in Borgholzhausen auf und ist einer der bekanntesten Solo-Extrembergsteiger Deutschlands.

## Sonstiges
Die Bezeichnung Pium wird in der Bevölkerung synonym als Ortsname für Borgholzhausen verwendet. Die Herkunft ist unklar; vermutlich hat sie zu tun mit den zahlreichen mittelalterlichen Kapellen, wovon eine besondere Frömmigkeit (lateinisch pius = fromm) der Bevölkerung abgeleitet wurde.